# FRA10AC1
FRA10AC1 (англ. FRA10A associated CGG repeat 1) – білок, який кодується однойменним геном, розташованим у людей на короткому плечі 10-ї хромосоми. Довжина поліпептидного ланцюга білка становить 315 амінокислот, а молекулярна маса — 37 548.
| 10         |  | 20         |  | 30         |  | 40         |  | 50         |
| ---------- |  | ---------- |  | ---------- |  | ---------- |  | ---------- |
| MHGHGGYDSD |  | FSDDERCGES |  | SKRKKRTVED |  | DLLLQKPFQK |  | EKHGKVAHKQ |
| VAAELLDREE |  | ARNRRFHLIA |  | MDAYQRHTKF |  | VNDYILYYGG |  | KKEDFKRLGE |
| NDKTDLDVIR |  | ENHRFLWNEE |  | DEMDMTWEKR |  | LAKKYYDKLF |  | KEYCIADLSK |
| YKENKFGFRW |  | RVEKEVISGK |  | GQFFCGNKYC |  | DKKEGLKSWE |  | VNFGYIEHGE |
| KRNALVKLRL |  | CQECSIKLNF |  | HHRRKEIKSK |  | KRKDKTKKDC |  | EESSHKKSRL |
| SSAEEASKKK |  | DKGHSSSKKS |  | EDSLLRNSDE |  | EESASESELW |  | KGPLPETDEK |
| SQEEEFDEYF |  | QDLFL      |  |            |  |            |  |            |

A: Аланін

C: Цистеїн

D: Аспарагінова кислота

E: Глутамінова кислота

F: Фенілаланін

G: Гліцин

H: Гістидин

I: Ізолейцин

K: Лізин

L: Лейцин

M: Метіонін

N: Аспарагін

P: Пролін

Q: Глутамін

R: Аргінін

S: Серин

T: Треонін

V: Валін

W: Триптофан

Кодований геном білок за функцією належить до фосфопротеїнів. 
Задіяний у таких біологічних процесах, як ацетилювання, альтернативний сплайсинг. 
Локалізований у ядрі.